# 国民勢力連合
国民勢力連合（こくみんせいりょくれんごう、アラビア語: تحالف القوى الوطنية、National Forces Alliance）は、リビアの政党。

## 概要
リビア元暫定首相のマフムード・ジブリールが2012年2月に設立した。2012年9月12日国民議会の首相選出選挙に党首マフムード・ジブリールが立候補したが、96-94で惜しくも敗れた。（後に、選出された首相は、期限内に閣僚の名簿を提出できなかったため解任された。）2回目の首相選出選挙で当選し、暫定首相に就任したアリー・ゼイダーンを支持する立場である。

## 沿革
- 2012年
  - 2月 - 国民勢力連合設立。
  - 7月7日 - 国民議会選挙で39議席を獲得。

## 歴代党首
- マフムード・ジブリール (2012-)

## 各選挙の獲得議席数・得票数
- 2012年国民議会選挙　39議席、714,769票